# Mordecaï Moreh
Mordecaï Moreh (en hébreu : מרדכי מורה), né le 15 novembre 1937 à Bagdad, est un graveur et peintre franco-israélien d'origine irakienne.
Mordecaï Moreh naît dans une famille juive aisée. Après une adolescence en Irak interrompue par le farhoud pendant la Seconde Guerre mondiale, il émigre en Israël à l'âge de 14 ans. Il étudie à l'École des beaux-arts Bezalel puis à l'Académie des beaux-arts de Florence avant de s'installer définitivement à Paris en 1962.
Graveur à la pointe sèche, son thème de prédilection est un bestiaire d'animaux imaginaires, le plus souvent représentés blessés, crucifiés, pour dénoncer la cruauté et l'injustice de l'Homme. Il utilise aussi des techniques mixtes et peint à tempera avec plusieurs couches de peinture à l'huile, à la manière des Vieux Maîtres. Sa vie et son œuvre sont aussi marqués par une recherche spirituelle incessante.

## Biographie

### Enfance
Fils d'Abraham et Signora Moreh, Mordecaï Moreh naît à Bagdad le 15 novembre 1937, benjamin d'une fratrie de quatre garçons et deux filles. Son père est chef comptable dans une entreprise d'import-export et sa famille est une confortable famille de la classe moyenne juive de Bagdad, au mode de vie plus occidental qu'oriental, comme beaucoup d'entre elles. La religion est très présente et stricte dans le foyer et, à cette époque, les arts plastiques sont peu développés en Irak.
Dès quatre ans, Mordecaï n'a de cesse de dessiner. Il s'imprègne des histoires de la Bible et du Midrash ainsi que des Fables de La Fontaine, que lui raconte sa mère à son coucher ou lorsqu'elle cuisine ; c'est ainsi qu'il porte un intérêt grandissant aux histoires et aux recueils de contes, tels que les Métamorphoses d'Ovide et plus tard Les Mille et Une Nuits.
Moreh s'intéresse par la suite à Michel-Ange, Léonard de Vinci et Rembrandt, apprend l'arabe, l'hébreu et l'anglais et lit beaucoup.
La Seconde Guerre mondiale éclate et sa famille reste confinée chez elle de peur du farhoud (pogrom). Une fracture profonde s'opère entre les Juifs et les Arabes à Bagdad et Moreh ne veut plus rester au pays : il sait qu'il va partir vers Israël, qu'il considère comme le paradis, ce qui provoque l'envie de ses camarades de classe,.

### Vie en Israël

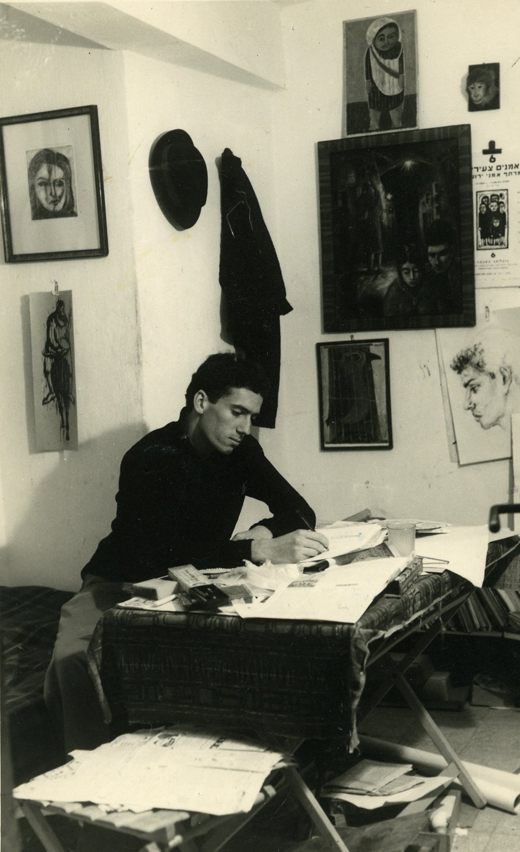
Mordecaï Moreh à Jérusalem en 1960.

#### Émigration en Israël
Moreh émigre en Israël en 1951 avec son cousin, se faisant passer pour les membres d'une autre famille,. Au camp d'immigration, Mordecaï Moreh est placé dans un camp pour enfants non accompagnés ; il voyage de camps de transit en camps de transit, et arrive finalement au kibboutz Kfar HaMaccabi. À cette époque, il réalise de nombreux portraits, surtout imaginatifs ; le dessin devient son seul lien avec le monde extérieur, ayant continuellement « des visions d'images d'un personnage gigantesque dansant et en même temps piétinant un autre personnage plus petit ». Vingt ans plus tard, Moreh l'identifiera comme la déité de l'art tibétain traditionnel Mahakala — le pouvoir dévorant du temps.
L'année suivante, sa mère, l'une de ses sœurs et ses trois frères, arrivent en Israël. Ils vivent dans un camp d'immigration de Jérusalem et vont à l'université hébraïque de la ville, tandis que leur père reste au pays pour ses affaires jusqu'en 1962.
Mordecaï vit dans des conditions difficiles à Talpiot : il tombe malade et ressent de l'hostilité autour de lui. Il réalise de nombreux dessins et peintures d'après son imagination qu'il ne partage pas. Il étudie au lycée hébraïque et est marqué par l'histoire du peuple juif. Mais il n'a pas les moyens de continuer à y étudier et finit par travailler la journée et étudier à l'école du soir. Il ressent le besoin d'un guide spirituel, et lit le philosophe indien Rabindranath Tagore, le philosophe allemand Friedrich Nietzsche, le poète libanais Gibran Khalil Gibran ainsi que les textes du prophète Isaïe. Moreh est touché par la notion d'universalité de Dieu dans les textes de ce dernier. Il reste néanmoins ouvert aux autres spiritualités et découvre le bouddhisme et le mysticisme chrétien.
Ne disposant en Israël que de peu de matériaux, Mordecaï Moreh dessine au stylo-bille sur du papier de mauvaise qualité, mais est davantage encouragé dans son art. C'est une époque où il intensifie sa recherche spirituelle et où il sent que ses images lui apparaissent comme des visions dictées par une force supérieure ; il dessine beaucoup jusqu'à ses dix-neuf ans. Il développe ainsi deux mondes opposés : un monde sombre tiré du quotidien, avec son ennui, sa vanité, son désespoir ; et un autre de grande exaltation, animé par la sacralité et la créativité, où le sentiment de faire partie intégrante de l'univers prédomine. Il s'éloigne alors de ses proches et de la matérialité pour se consacrer à des expériences plus spirituelles.

#### Études à Bezalel
Il étudie à Bezalel de 1955 à 1959. Mais il n'est pas satisfait de sa formation : ses origines orientales créent déjà une distanciation, qui est exacerbée par les affinités de ses professeurs — Ya’akov Eisencher, Ya’acov Steinhardt, Jacob Pins et Isidore Ascheim — qui sont d'origine allemande et qui sont proches de l'expressionnisme allemand. Moreh se sent pour sa part plus proche du surréalisme et sa « technique élaborée » et ses « détails minutieux » sont à l'opposé des préceptes expressionnistes.
Consacré aux arts décoratifs et à l'artisanat, l'école n'a pas à proprement parler de département des beaux-arts, et en 1959 un groupe d'étudiants menace de partir s'il n'est pas créé. Il l'est enfin et c'est dans ce cadre que Mordecaï Moreh découvre la gravure, et plus particulièrement l'eau-forte, qu'enseigne Steinhardt. Il étudie en plus la peinture, le dessin et la gravure sur bois. C'est ainsi qu'il réalise sa première gravure, Chat sacré : le chat est un symbole important pour lui, et c'est alors qu'émergent les premières œuvres représentant des animaux imaginaires. Il crée un univers d'animaux qui sont des archétypes, éternels et universels, symboles de la peur des humains et du destin, dans un décor de rues étroites de lieux religieux.
Moreh s'intéresse à l'art israélien — Mordecai Ardon, Yosl Bergner, Naftali Bezem — et aux premiers travaux de ses professeurs Steinhardt et Pins, qui lui fait découvrir l'art chinois et japonais. Il peint la première procession, d'une série exprimant la repentance et le martyre, où Moreh pointe les défauts de l'humanité et l'oubli du passé.
En 1959, Moreh est l'un des premiers élèves diplômés du département des beaux-arts, et Pins l'invite à l'exposition annuelle de Jérusalem, où participent notamment Fima et Bezalel Schatz (he) ; il est repéré par une galeriste de Jérusalem et obtient sa première exposition personnelle en 1960, où il présente des tableaux, des eaux-fortes et des gravures sur bois.

#### Études à Florence
Bénéficiaire d'une bourse d'études de la part du gouvernement italien, Mordecaï Moreh part à Florence en 1960, où il étudie à l'Académie des beaux-arts jusqu'en 1962. Il est impressionné par la Renaissance italienne, en particulier le Quattrocento et l'École vénitienne, et étudie les peintres du Trecento et du Quattrocento tels que Piero della Francesca, Paolo Uccello et Sandro Botticelli.
Impressionné par les marchés de la ville, où de nombreux animaux pendent dans les devantures des bouchers, Moreh les dessine, les étudie et en sortent une série d'estampes représentant des animaux torturés et blessés, symboles de la cruauté humaine, avec notamment The Wounded Deer, The Hunting of the Hare et The Wild Boar and Rabbit ; et une série de tableaux représentant des crânes criant et des oiseaux crucifiés.
Il approfondit son intérêt pour l'art et la philosophie extrême-orientaux et effectue divers voyages pour observer des collections de ces arts. Il admire la liberté, la spontanéité de l'art asiatique, qui est à l'opposé des multiples normes européennes (perspective, anatomie, clair-obscur, etc.).
À l'été 1961, Moreh voyage à Paris, où il visite des zoos pour faire des esquisses d'animaux. Il réalise par la suite une nouvelle série d'eaux-fortes, avec Small Bison, Vulture et Saint Sebastian.
En 1962, il est invité par la famille Gretz à vivre et travailler au château de Vincigliata, près de Florence, où Moreh reste quelques mois. Il y rencontre Gideon Gretz, sculpteur et le peintre israélien Raffi Kaiser, qui travaillent tous deux au château. L'art métaphysique et l'atmosphère des œuvres des peintres italiens Giorgio De Chirico, Carlo Carrà et Giorgio Morandi marquent Moreh, qui pour sa part reprend les thématiques des carnavals et processions, des masques et une série d'oiseaux pendus et crucifiés ; les figures de ses œuvres deviennent de plus en plus imaginatives.
À l'été 1962, déçu par l'Académie florentine et recevant une bourse de l'American-Israel Cultural Foundation pour étudier à l'École nationale supérieure des beaux-arts de Paris, Moreh décide de s'y installer.

### Vie en France

#### Études à l'École nationale supérieure des beaux-arts
Moreh s'installe à Paris, dans une résidence où il y a d'autres peintres israéliens, en 1962, où il étudie à l'École nationale supérieure des beaux-arts jusqu'en 1967. Il constate que la plupart des élèves de son école travaillent sur l'art abstrait et le sous-estiment un peu.
C'est une période intense et de grande inspiration pour Moreh, qui travaille beaucoup sur ses pointes sèches, eaux-fortes — The Circus et The Great Bison et Reflections on Capital Punishment, notamment —, gravures sur bois — selon Moreh, ses meilleures — et peintures.
Après plusieurs années d'absence, Moreh retourne en Israël, où une nouvelle exposition personnelle est organisée dans la même galerie qu'à la fin de ses études à Jérusalem. Il expose une trentaine d'eaux-fortes, qui ont du succès, tandis que le musée d'Israël et le musée d'Art de Tel Aviv acquièrent des œuvres de l'artiste. Le centre historique de Tel Aviv est restauré et devient un centre culturel de plus en plus vivant ; l'une des nouvelles galeries, the Modern Art Gallery, est inaugurée avec des œuvres peintes ou gravées de Moreh.

#### Premières séries d'estampes
En 1965, Mordecaï Moreh rencontre Gerburg « Tamar » Marschall à Paris, avec qui il se marie en 1971. Tamar exprime son amour et sa dévotion au moyen de poupées et marionnettes qu'elle fabrique : Moreh en fait un nouveau sujet artistique et en tire une série (1966) qu'il étend aux crustacés et aux insectes. Beaucoup de ces tableaux ont un arrière-plan noir en commun, comme The White Bat, The Crucifixion of My Aunt, Under the Sign of the Crab, Homage to Marie Antoinette, The Queen of Night.
En 1967, Moreh réalise une série à la pointe sèche en couleur (en utilisant l'encrage à la poupée pour inclure plusieurs couleurs en une seule impression), Masques, basée sur des portraits d'amis. L'année suivante, il réalise une autre série de technique mixte sur papier, en utilisant notamment l'encre de Chine, le crayon et le pastel à l'huile et des estampes rejetées comme support pour improviser dessus.
En 1968, il commence la série des Insultes (en hébreu, en français et en anglais, terminées en 1970), inspirée par sa propre confrontation, si fréquente, à ces mots. S'ensuit une grande production d'eaux-fortes, avec les séries Cosmique (La Voie lactée), Carnaval (Isa La Folle), Monocycles dans le Cirque et Commedia dell’ Arte. Les estampes en couleur combinent la pointe sèche et l'aquatinte et sont agrémentées de textes dans diverses langues.

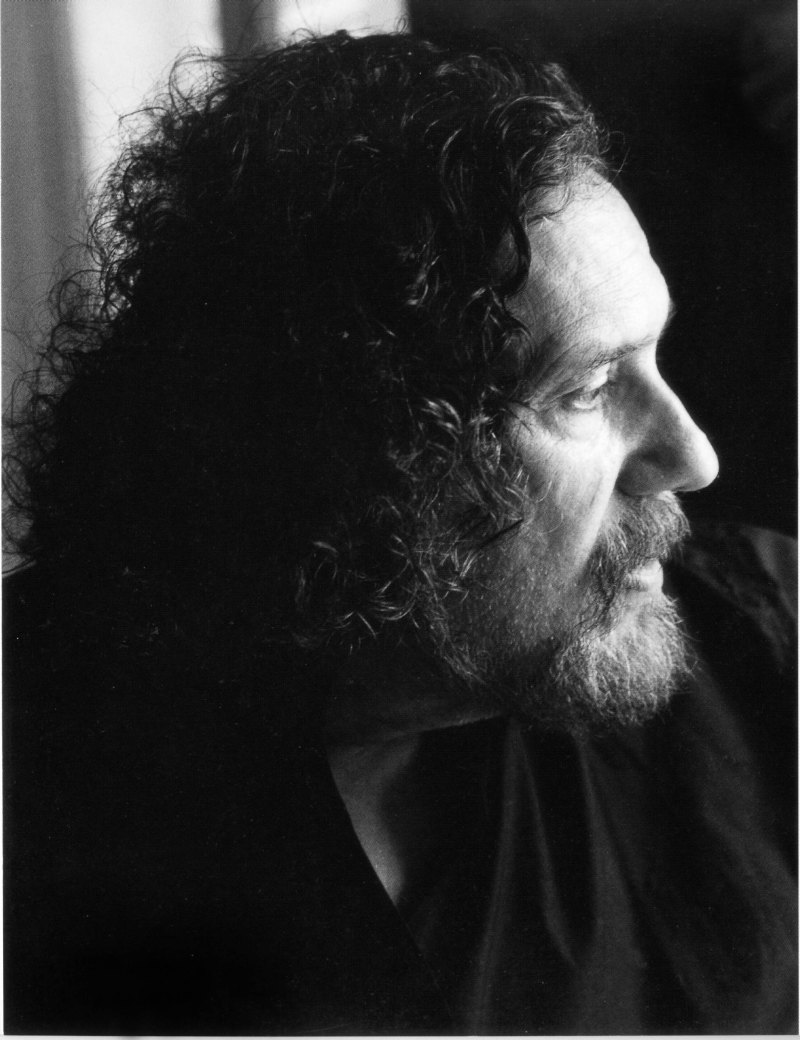
Mordecaï Moreh en 2010.

Vers 1969-70, Moreh entame une série ambitieuse à la pointe sèche, mais met deux ans pour achever trois estampes sur Don Giovanni en couleur (il reviendra en plus dessus vingt ans plus tard). Il travaille ensuite sur une autre série de huit pointes sèches, avec la Naissance de l'Homme cosmique, imprimées en couleur à la poupée. De nouveaux motifs apparaissent pour la première fois dans son iconographie, comme l'œuf, tandis que l'artiste réfléchit sur l'émergence de tant de symboles dans son œuvre.
En 1970, alors que Moreh prépare un voyage à New York, il reçoit la visite de Peter Silverman, collectionneur des œuvres de Moreh et marchand new-yorkais d'art oriental. Il invite Mordecaï et son épouse chez lui, où ils rencontrent Rudi, qui les initie à la méditation tantrique, à une époque où Moreh fait de nombreux rêves mystiques, souvent empreints d'énergie négative. Rudi l'aide à abandonner ses pensées et désirs négatifs pour les transformer en énergies créatives et positives et libérer son « Kundalinî ». L'artiste suit l'enseignement de Rudi depuis près de deux ans, quand ce dernier meurt dans un accident d'avion ; la vie spirituelle de Moreh restera cependant profondément influencée par son enseignement.
En 1972, le musée du Palatinat de la ville de Heidelberg organise une rétrospective sur Mordecaï Moreh, couvrant la période 1960-1972.
Mordecaï reçoit le prix Rank-Xerox à Paris pour les Insultes. Une autre rétrospective sur ses dessins et estampes se tient au Musée Gutenberg (Mayence).
Son premier fils, Mikhayhou, naît en avril 1973.

#### Retour à la peinture
Moreh revient à la peinture après trois années consacrées au dessin et à la gravure en 1972. Il travaille à la manière des « vieux Maîtres », se tournant vers le tempera sur table et sur toile. Il élabore sa peinture à la manière traditionnelle, en faisant les esquisses à l'encre de Chine puis en appliquant les couleurs couche par couche, afin d'obtenir une surface de très bonne finition. Il peint ainsi L'Arbre des Philosophes, L'Arbre de la Vie', L'Homme alchimique, Le Cerf sacré, notamment. Il est satisfait par le rendu précisé et « plein de lumière », et considère que la technique lui permet d'éliminer tout effet accidentel.

#### Premières expositions importantes et maturité
De nouvelles rétrospectives sur son œuvre dessiné et gravé ont lieu au musée d'Israël en 1974 puis au musée d'art de Tel Aviv en 1976.
Moreh continue de travailler sur l'alchimie et produit une nouvelle série d'eaux-fortes en couleur intitulée Métamorphoses hermétiques (1975), qui inclut six poèmes contemporains écrits en français. Sa fille Eliad naît en août 1975.
En 1977, il expose pour la première fois à la Galleria Don Chischiotte de Rome (La Commedia Animale), avec laquelle il exposera à de multiples reprises par la suite.
L'année suivante, il expose Le Jardin alchimique à la galerie Pierre Belfond, à Paris, qui est constituée d'huiles et tempera, toujours sur le thème de l'alchimie. Moreh se lie d'amitié avec l'écrivain français Michel Random, qui travaille sur un livre intitulé L'Art visionnaire, et avec qui il échange sur le mysticisme et la spiritualité dans l'art.
Dans les années 1978-80, Moreh travaille sur des miniatures en technique mixte en couleur représentant des animaux imaginaires se métamorphosant en plantes, instruments de musique ou totems, qui donnent Bestiaire du 7e jour ou la microfaune de Moreh (Paris : Michèle Broutta, 1980). Les dessins originaux sont présentés à la FIAC de 1980, au Grand Palais, à Paris,. Sa deuxième fille Elior naît la même semaine que cette exposition.
En 1981, le Haifa Museum of Art (en) expose son œuvre dessiné et gravé représentant des animaux imaginaires, et Michèle Broutta inaugure sa galerie avec une rétrospective sur son œuvre graphique de 1960 à 1981. Édouard Roditi s'entretient avec lui dans More Dialogues on Art. En 1983, la Galerie Michèle Broutta publie Entre le rêve et l'éveil, qui rassemble 48 travaux en technique mixte sur papier ainsi que six de ses poèmes ; cet ouvrage est aussi publié en italien par la Galleria Don Chisciotte.
Moreh continue de parcourir les zoos d'Europe en 1982, et réalise ses premiers dessins de rhinocéros dans les zoos de Hambourg et Amsterdam. Fin 1983, il change complètement de sujet et passe de sujets imaginatifs en petit format à des plus grandes œuvres en technique mixte de natures mortes, souvent combinées avec un animal. Les grenades et iris que l'artiste ramasse dans le jardin de sa famille — alors installée à Jérusalem — sont ses sujets favoris. Il reçoit le prix Wizo à Paris.
Moreh participe à nouveau à la FIAC en 1985 avec une exposition solo de cette dernière série grâce à la Galerie Michèle Broutta. La même année, Mordecaï Moreh rédige le chapitre sur la pointe sèche dans l'ouvrage La Gravure en Taille-douce. Il présente des peintures pour l'exposition Art and Alchemy à la Biennale de Venise. Moreh commence plusieurs séries de peintures de grand format, sur des sujets allant de jardins imaginaires aux processions et carnavals.
En 1988, blessé à la jambe et à l'hôpital, Moreh doit renoncer à continuer à peindre pendant un temps. Il décide de revenir aux séries Cirque et Don Giovanni, mais sous forme de technique mixte. L'année suivante, il expose dans Les Jardins initiatiques des tableaux de grand format à la Contrast Gallery de Bruxelles.
En 1990, Moreh est exposé en solo à l'exposition « SAGA », au Grand Palais de Paris, qui contient notamment quatre rhinocéros. Ses parents meurent à deux mois d'intervalle, à Jérusalem.

## Œuvre
« Je suis ce que je suis, un clown par destin, un fabricant de masques avec la tête d'un chat, la queue d'une poule. Je me moque et je ris. Je suis le fils de la nuit, le magicien des masques. Ils pleurent ; ils rient par ma volonté. Je suis l'enchanteur de la chauve-souris, l'ami du crabe et du scorpion, mon ventre l'aquarium où la langouste se promène avec son compagnon, des roses poussent de ma bouche, des épines surgissent de mon oreille »

— Texte sous l'estampe Procession, 1966.

### Technique
En gravure, Mordecaï Moreh utilise principalement la technique de la pointe sèche, qu'il accompagne parfois d'une autre technique, comme l'eau-forte et l'aquatinte, surtout pour les sujets en couleur. Il réalise aussi des gravures sur bois et des linogravures.
En peinture, il s'inspire des Vieux Maîtres pour réaliser des tableaux en tempera avec plusieurs couches de peinture à l'huile.
Il réalise aussi plusieurs séries en technique mixte, souvent en récupérant des estampes préalablement rejetées comme support pour improviser dessus.

### Thématique
Mordecai Moreh a une habile tendance à la caricature et généralement pour une forme de fantastique teinté d'humour. Ce fantastique est très présent, voire oppressant, dans son œuvre pictural, il explique : « Mes tableaux sont des visions qui s'imposent à moi. Elles font même plus que s'imposer, elles m'envahissent et me possèdent comme des forces contraignantes inévitables. »
Son thème de prédilection est la représentation d'animaux, et plus particulièrement d'un bestiaire propre à lui ; ces animaux sont souvent représentés blessés, crucifiés, pour dénoncer la cruauté et l'injustice de l'Homme.
Comme d'autres artistes du début du XXe siècle, Moreh utilise des symboles chrétiens — tels que la crucifixion — comme un symbole de menace et de souffrance juive, comme dans Le Juif errant,. Son œuvre est marqué par une recherche spirituelle incessante, tant dans le bouddhisme que le mysticisme chrétien ou au travers de sa propre iconographie. La réflexion et la méditation, ainsi que l'humour et le grotesque, se côtoient dans son travail. Les œuvres de Moreh ont été décrites par le critique d'art Pierre Restany comme « un complément visuel… avec une morale d'amour et de foi ».
L'artiste ne se prétend d'aucune école, mais les critiques le rattachent au surréalisme,.

### Estampes
- Chat sacré, pointe sèche (1re gravure, 1958)[8]
- Chat à la souricière, pointe sèche (1960)[8]
- The Hunting of the Hare, eau-forte (1961)[11]
- Wounded deer, pointe sèche et eau-forte (ca. 1960-1966)[10]
- The Wild Boar and Rabbit, eau-forte (ca. 1960-1962)[9]
- Small Bison, eau-forte (1961)[9]
- Vulture, eau-forte (1961)[9]
- Saint Sebastian, eau-forte (1961)[9]
- Un enfant mal-aimé, linogravure (1964)[8]
- Mascarade des enfants, pointe sèche (1964)[8]
- The Circus, pointe sèche et eau-forte (1964)[11]
- The Great Bison, eau-forte (1964)[11]
- A Cart, A Girl, and a Goat, eau-forte et pointe sèche (1964)[7]
- Broken Face, eau-forte en couleur (1964)[7]
- Ma tante en Israël, pointe sèche (1965)[8]
- Chimpanzee, eau-forte et pointe sèche (1966)[7]
- Procession, pointe sèche (1966)[8]
- Madame M, pointe sèche (1966)[8]
- Cats Cart, pointe sèche (1966)[8]
- La Chèvre, pointe sèche (1966)[8]
- Evil Flowers, eau-forte (ca. 1966)[10]
- L'Homme Rebelle, pointe sèche (1967)[8]
- Le Prophète, linogravure (1967)[8]
- Le Supplice, pointe sèche (1967)[8]
- Triomphe de la femme "Le fouet", pointe sèche (1968)[8]
- Triomphe de la femme "Le clown", pointe sèche (1969)[8]
- Triomphe de la femme "Le Diable", pointe sèche (1969)[8]
- Isa La Folle, pointe sèche, aquatinte (1969)[8]
- Le Juif errant, pointe sèche (1969)[8]
- Sylvie avec une Chèvre, pointe sèche (1969)[8]
- Les Injures en hébreu, pointe sèche (1970)[8]
- Les Injures en français, pointe sèche (1970)[8]
- Les Injures en anglais, pointe sèche (1971)[8]
- Le Cerf, pointe sèche, aquatinte (1971)[8]
- Don Giovanni Zerlina, pointe sèche, aquatinte (1971)[8]
- La Fin des injures, pointe sèche (1972)[8]
- Fungus verrenatus, Hiroshima mon amour, pointe sèche, héliogravure (1972)[8]
- [Affiche pour le Musée Mainz à Gutenberg (RFA)], gravure sur bois (1973)[8]
- Chameau-ville, pointe sèche (1974)[8]
- Les Oiseaux dans la nuit, pointe sèche, aquatinte (1974)[8]
- [Affiche expo-Galerie Art et Matière à Grenoble] (1975)[8]
- [Affiche d'exposition au Tel Aviv Museum] (1976)[8]
- [Affiche, exposition, Bruxelles, Galerie l'angle aigu, 1976] (1976)[8]
- Métamorphose d'un zèbre, pointe sèche, aquatinte (1976)[8]
- Je suis entré dans la pierre, pointe sèche, aquatinte, burin (1977)[8]
- L'Arbre de vie, pointe sèche, aquatinte (1979)[8]
- Requiem for a Bison, pointe sèche (1979 - voir ci-contre)
- Le Cirque, gravure sur bois (1979)[8]
- Triomphe de l'amour, pointe sèche (Affiche exposition Moreh aux éditions de l'Ermitage, 1979)[8]
- L'Autruche, pointe sèche (1982)[8]
- Lait de Vierge, pointe sèche (1988)[8]
- Pour en finir avec les hiboux, pointe sèche (1990)[8]
- Rhinocéros avec quatre anges, pointe sèche (1991)[8]
- Le Marchand de jouets, pointe sèche (1994)[8]
- L'Amour des chats, pointe sèche (1995)[8]

### Peintures
- Le Bouquet de la fiancée (1953)[17]
- A prayer (1963)[17]
- The White Bat (1965)[12]
- The Crucifixion of My Aunt (1965)[12]
- Under the Sign of the Crab (1965)[12]
- Homage to Marie Antoinette (1965)[12]
- The Queen of Night (1965)[12]
- Jouets et enfants (1966)[17]
- Flood in Florence (1973)[17]
- L'Arbre de connaissance (1975)[17]
- Le Caniche (1978)[17]
- Nature morte et oiseau à Jérusalem (1984)[17]
- Procession (1986)[7]
- Femme fleur, pastel (1988)[17]
- Rachel Nursing Josef (1990)[17]
- Betrothal (1991)[17]
- Le Voyage Initiatique (1992)[7]
- Parade (1998)[7]
- Had-Gaya ou la souveraineté de Dieu (2001)[7]

### Illustrations
- R. Flament-Hennebique, Histoires de chasse en marge de la Bible, 1993 (pointes sèches de Moreh)[2].

### Publications
- Métamorphoses hermétiques, album de 6 pointes sèches et aquatintes en coul. et 6 textes inédits de Mordecaï Moreh, Paris : Œuvres graphiques contemporaines, 1976[29]
- René de Obaldia, Bestiaire du 7e jour ou la microfaune de Moreh, Paris : Michèle Broutta, 1980 (ill. couleur)[15]
- Moreh: mens, masker, dier, Anvers : musée Plantin-Moretus, 1995[30]
- Moreh : grandeur et misères des artistes-peintres, Douarnenez : Ateliers d'Art, 1999[31]

## Expositions notables

### Expositions individuelles
- Museum of Modern Art, Haïfa, Israël, 1981[17]
- Städtische Wessenberg-Galerie (de), Constance, Allemagne, 1988[17]
- « SAGA » : Grand Palais, Paris, 1990[17]
- Hecht Museum, Haïfa, Israël, 1992[17]
- « Moreh: mens, masker, dier » : Musée Plantin-Moretus, Anvers, 1995-1996[17],[30]
- « Moreh : grandeur et misères des artistes-peintres » : Douarnenez, 1999[17],[31]
- « Animaux et Hommes dans les gravures » et « Les dessins de Mordecaï Moreh » : Musée hébraïque de Venise (it), 2004[17],[32]
- « Peintures visionnaires de Mordecaï Moreh » : Chamalières, 2011[33]

### Expositions collectives
- Xe Festival international de la peinture, Cagnes-sur-Mer, musée d'art moderne de la ville de Paris, 1978[34]
- FIAC, Grand Palais, Paris, 1980 et 1985[17]
- « Art and Alchemy » : Biennale de Venise, 1985[14]
- « De Bonnard à Baselitz - Dix ans d'enrichissements du cabinet des estampes » : Bibliothèque nationale de France, Paris, 1992[35]
- IIIe Triennale mondiale de l'estampe, Chamalières, 1994[17]
- IIIe Graphic Art Biennial, Dry Point [pointe sèche], Uzice, Serbie, 1997[7],[36]
- Salon d'automne, Paris, 1997[7]
- Ve Triennale mondiale de l’estampe, Chamalières (musée Sahut, Volvic), 2000[17],[32]

## Conservation
- Victoria and Albert Museum de Londres[10]
- Brooklyn Museum à New York[11]
- Bibliothèque nationale de France[35]

Le musée d'Israël a fait numériser un fonds photographique du photographe documentaire israélien Israel Zafrir (en) appelé « Israel Zafrir Photographer Archive » et conservé dans le Information Center for Israeli Art. Mordecaï Moreh est présent dans ce fonds qui se veut les archives les plus complètes documentant le travail des artistes israéliens majeurs du milieu et de la fin du XXe siècle.

## Prix et reconnaissance
- 1965 : Prix de Jeunes, musée de Tel-Aviv[32]
- 1971 : Prix Zajde, Paris[32]
- 1973 : Grand prix Rank Xerox, Paris[32]
- 1980 : Prix Jean Chieze pour la gravure sur bois, Paris[32]
- 1984 : Prix Wizo, Paris[32]
- 1997 : Prix Gold Point de la Graphic Art Biennale, Dry Point d'Uzice, Yougoslavie[32],[7]
- 2008 : Prix Leonardo Sciscia[32]